# سود قبل از بهره و مالیات
در حسابداری و مالی، درآمد قبل از بهره و مالیات (به انگلیسی: Earnings before Interest and taxes: EBIT) معیاری است از سود شرکت که هزینه‌های بهره و مالیات را مستثنی می‌کند. درآمد عملیاتی حاصل تفریق عایدیِ عملیاتی و هزینهٔ عملیاتی است. گاهی برای شرکتی درآمد غیرعملیاتی صفر دارد، درآمد عملیاتی هم‌معنا با درآمد قبل از بهره و مالیات(EBIT) و سود عملیاتی به‌کار برده می‌شود.
درآمد قبل از بهره و مالیات (EBIT) = عایدی - هزینه‌های عملیاتی (OPEX) + درآمد غیرعملیاتی
درآمد عملیاتی = عایدی - هزینه‌های عملیاتی
یک سرمایه‌گذار خبره که هر تغییر در ساختار سرمایهٔ یک شرکت را در نظر می‌گیرد، ابتدا پتانسیل کسب درآمد بنیادیِ شرکت را (که توسط درآمد پیش از بهره، مالیات و هزینهٔ استهلاک وام (EBIT, EBITDA) منعکس می‌شود) می‌سنجد و سپس نسبتِ بهینهٔ بدهی به موجودی را تعیین می‌کند.

برای محاسبهٔ درآمد قبل از بهره و مالیات، هزینه‌ها (مانند هزینهٔ محصولات فروخته‌شده، هزینهٔ فروش و هزینه‌های مدیریت) از عایدی‌ها کم می‌شوند. سود خالص نهایتاً از کسر بهره و مالیات از این مقدار به‌دست می‌آید.
| صورتحساب درآمد - مثال                  |         |
| عایدی                                  |         |
| عایدی فروش                             | $۲۰٬۴۳۸ |
| هزینه‌های عملیاتی                       |         |
| هزینهٔ فروش محصولات                     | $۷٬۹۴۳  |
| هزینه‌های فروش، هزینه‌های عمومی و مدیریت | $۸٬۱۷۲  |
| استهلاک کالا و استهلاک وام             | $۹۶۰    |
| دیگر هزینه‌ها                           | $۱۳۸    |
| جمع هزینه‌های عملیاتی                   | $۱۷٬۲۱۳ |
| درآمد عملیاتی                          | $۳٬۲۲۵  |
| درآمد غیرعملیاتی                       | $۱۳۰    |
| درآمد قبل از بهره و مالیات (EBIT)      | $۳٬۳۵۵  |
| خالص هزینه/درآمد بهره                  | $۱۴۵    |
| درآمد قبل از مالیات                    | $۳٬۲۱۰  |
| مالیات درآمد                           | $۱٬۰۲۷  |
| درآمد خالص                             | $۲٬۱۸۳  |

(منبع اطلاعات جدول: Bodie, Z. , Kane, A. and Marcus, A. J. Essentials of Investments, McGraw-Hill Irwin, 2004, p. 452)